# Navaluenga (kommun)
Navaluenga är en kommun i Spanien.   Den ligger i provinsen Provincia de Ávila och regionen Kastilien och Leon, i den centrala delen av landet, 80 km väster om huvudstaden Madrid. Antalet invånare är 2 152. Arean är 73 kvadratkilometer.
Terrängen i Navaluenga är kuperad åt nordväst, men åt sydost är den bergig.